# Ruth Cahn
Ruth Cahn, née à Francfort-sur-le-Main le 7 décembre 1875 et morte dans cette ville le 20 mai 1966, est une artiste peintre allemande. Elle est rattachée au mouvement du fauvisme.

## Biographie
Amalie Leontine Cahn est née le 7 décembre 1875 à Francfort-sur-le-Main, dans la Myliusstraße. Ses parents sont Heinrich Cahn et Leontine Schwarzadler, une famille juive établie de longue date dans la ville. On y retrouve des traces de la famille jusqu'en 1505. Son père est consultant à la Chambre de commerce et dirige une banque qui porte son nom dans la Taunusstraße. Elle a trois frères, les plus jeunes, Robert (1878-1948) et Arthur (1883-1952) s'établissent très tôt comme entrepreneurs,.
De 1906 à 1912, Amalie Cahn fréquente l'Académie des femmes de l'Association des artistes de Munich. À cette époque, les femmes ne sont pas admises à étudier dans la plupart des académies d'art et l'Académie des dames attire de nombreuses jeunes femmes allemandes et étrangères désireuses de suivre une formation artistique.  Elle y étudie notamment avec Max Feldbauer (de) qui prône la primauté de la couleur sur la forme,,. Jusqu'à la fin de la Première Guerre mondiale, elle séjourne souvent en Espagne, qui est alors neutre et où les conséquences de la crise économique et de la guerre se font sentir moins brutalement qu'en Allemagne.
En décembre 1919, elle a sa première exposition, ou du moins la première dont on a des traces documentées, des aquarelles, chez le marchand d'art Heinrich Trittler à Francfort. 
Ruth Cahn, le nom d'artiste qu'elle se choisit, fait partie, dès les années 1920, du cercle des artistes reconnus de Francfort ; elle est membre du GEDOK, communauté de femmes et d'amatrices d'art allemandes et autrichiennes et du Frankfurter Künstlerbund et participe régulièrement aux expositions de celui-ci. Celle de 1921 lui vaut déjà des critiques élogieuses dans la presse. Par la suite, elle continue d'exposer en Allemagne, France et Espagne. Ses toiles colorées, de style fauviste, ont beaucoup de succès et elle a une exposition personnelle au sein du Salon de la jeune peinture à Paris en 1928,.
Au début des années 1920, Ruth Cahn vit et travaille à Paris où son frère Robert Cahn séjourne déjà, respectivement rue Corneille et rue Saint-Jacques, en bordure du quartier Montparnasse. Elle fréquente les cercles de Pablo Picasso et Henri Matisse, qu'elle aurait personnellement connus. Elle poursuit sa formation artistique avec Kees van Dongen et Othon Friesz, tous deux déjà des célébrités du fauvisme.
Avec l'arrivée au pouvoir des nazis en 1933, Ruth Cahn doit démissionner des deux associations dont elle fait partie. Son inscription au Wirtschaftsverband ayant été refusée, elle ne peut plus travailler comme artiste. En 1935, elle quitte l'Allemagne avec son frère Arthur. Ils s'exilent au Chili. Il y a peu d'informations sur les étapes ultérieures de sa vie mais on sait, d'après sa correspondance au moins, qu'elle a définitivement cessé de peindre.
Après la mort de son frère Arthur en 1952, Ruth Cahn retourne en Europe et vit alternativement à Barcelone, Schmitten im Taunus et Francfort. En 1955, elle obtient une indemnisation comme victime des persécutions nazies. Pendant les cinq dernières années de sa vie, Ruth Cahn vit dans un appartement du Westend de Francfort.
Elle décède le 20 mai 1966, à l'âge de 91 ans, et est inhumée, selon ses souhaits, dans le nouveau cimetière juif de Francfort (de).

## Œuvres
Ruth Cahn développe une peinture expressionniste tournée vers des couleurs contrastées, vives et audacieuses. Elle réalise principalement des portraits de femmes mais aussi des natures mortes et des vues de ville. 
La plupart des œuvres de Ruth Cahn n'ont pas survécu à la tourmente de la Seconde Guerre mondiale et de la guerre civile espagnole et sont maintenant considérées comme perdues.
On ne retrouve que quelques traces de l'œuvre de Ruth Cahn. En 1984, six peintures à l'huile sont vendues aux enchères à la maison de vente aux enchères Arnold à Francfort, des portraits de femmes, des nus, un autoportrait et une représentation d'une gitane russe, toutes créées à Paris. Grâce à des recherches, le Musée juif de Francfort a été en mesure d'identifier deux des peintures. Un autre portrait féminin, créé au sommet de la production artistique de Ruth Cahn, apparaît sur le marché de l'art au début des années 2000 et est mis aux enchères pour la dernière fois en 2021. Le portrait se trouve maintenant au Musée d'art de la génération perdue de Salzbourg (Salzburger Museum Kunst der Verlorenen Generation). Deux autres représentations de femmes aux couleurs vives appartiennent à la collection d'Art de l'exil Edition Memoria à Hürth. Une vue de l'étang Bethmann (de) se trouve dans la collection d'art de la ville de Francfort . Le musée historique de Francfort possède un tableau du Palmengarten depuis les années 1920. 
Avec quatre peintures, dont un autoportrait qui appartient maintenant aux descendants de Ruth Cahn, ces toiles sont les seules œuvres connues de l'artiste. Elles sont exposées en 2022-2023 dans l'exposition Zurück ins Licht. Vier Künstlerinnen – Ihre Werke. Ihre Wege, au Musée juif de Francfort.

## Expositions
- 1919 : Première exposition documentée, chez le marchand d'art Heinrich Trittler, Francfort-sur-le-Main
- 1921 : Exposition de l'Association des artistes de Francfort au Kunstverein, Francfort-sur-le-Main
- 1924 : Première exposition personnelle,  Galeries Dalmau, Barcelone[1],[2]
- 1926 : Salon d'art Ludwig Schames, Francfort-sur-le-Main[2]
- 1926 : Association des Artistes, Francfort-sur-le-Main
- 1928 : Exposition personnelle au Salon de la jeune peinture, Paris
- 1934 : Série de cartes postales avec reproductions de ses œuvres dans le cadre d'un engagement d'aide aux artistes du Kulturbund Rhein-Main
- 2022 : Zurück ins Licht. Vier Künstlerinnen – Ihre Werke. Ihre Wege, Musée juif de Francfort[6]

## Bibliographie

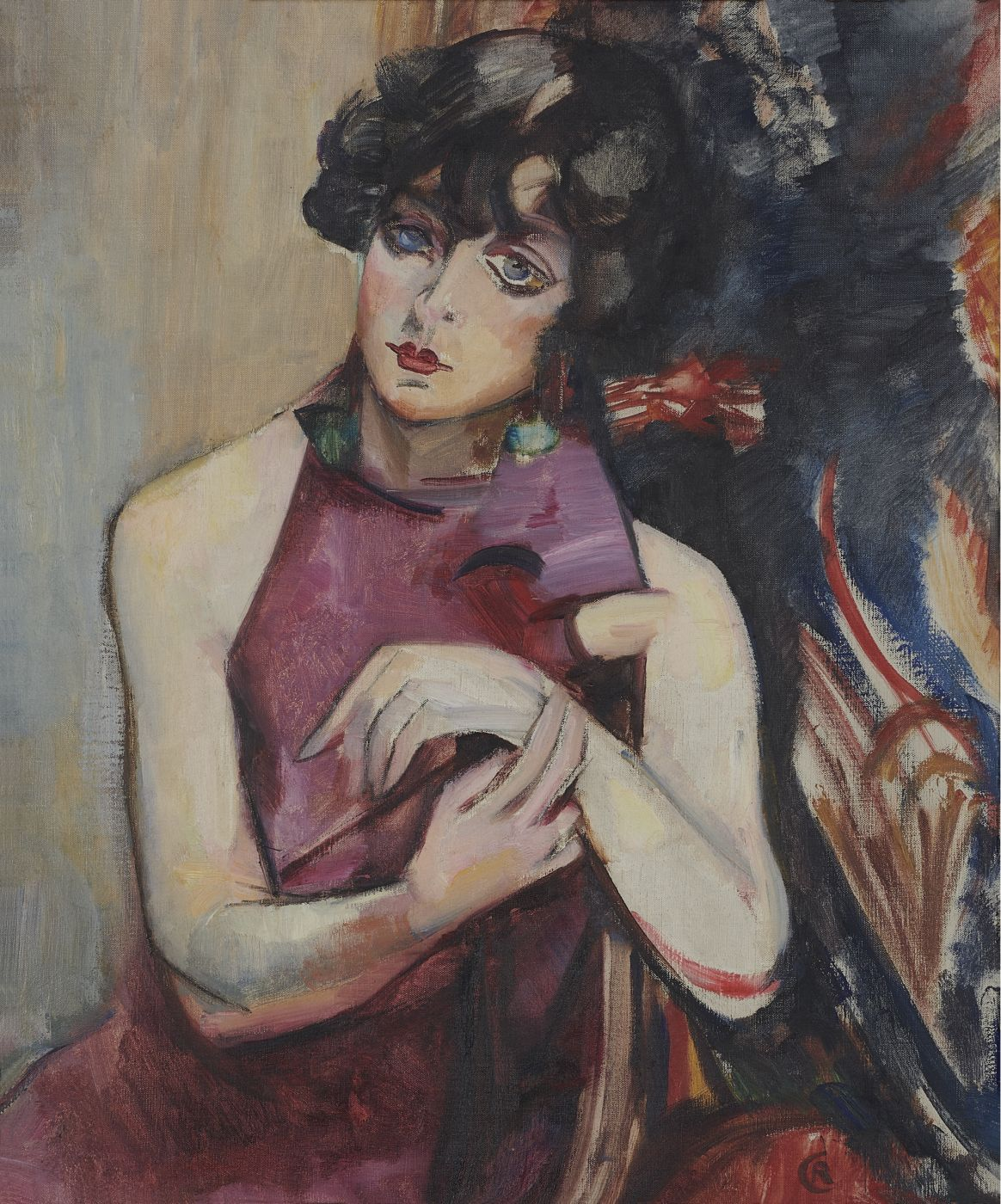
Ruth Cahn, Femme en robe lilas, années 1920, Collection privée M. Kopp
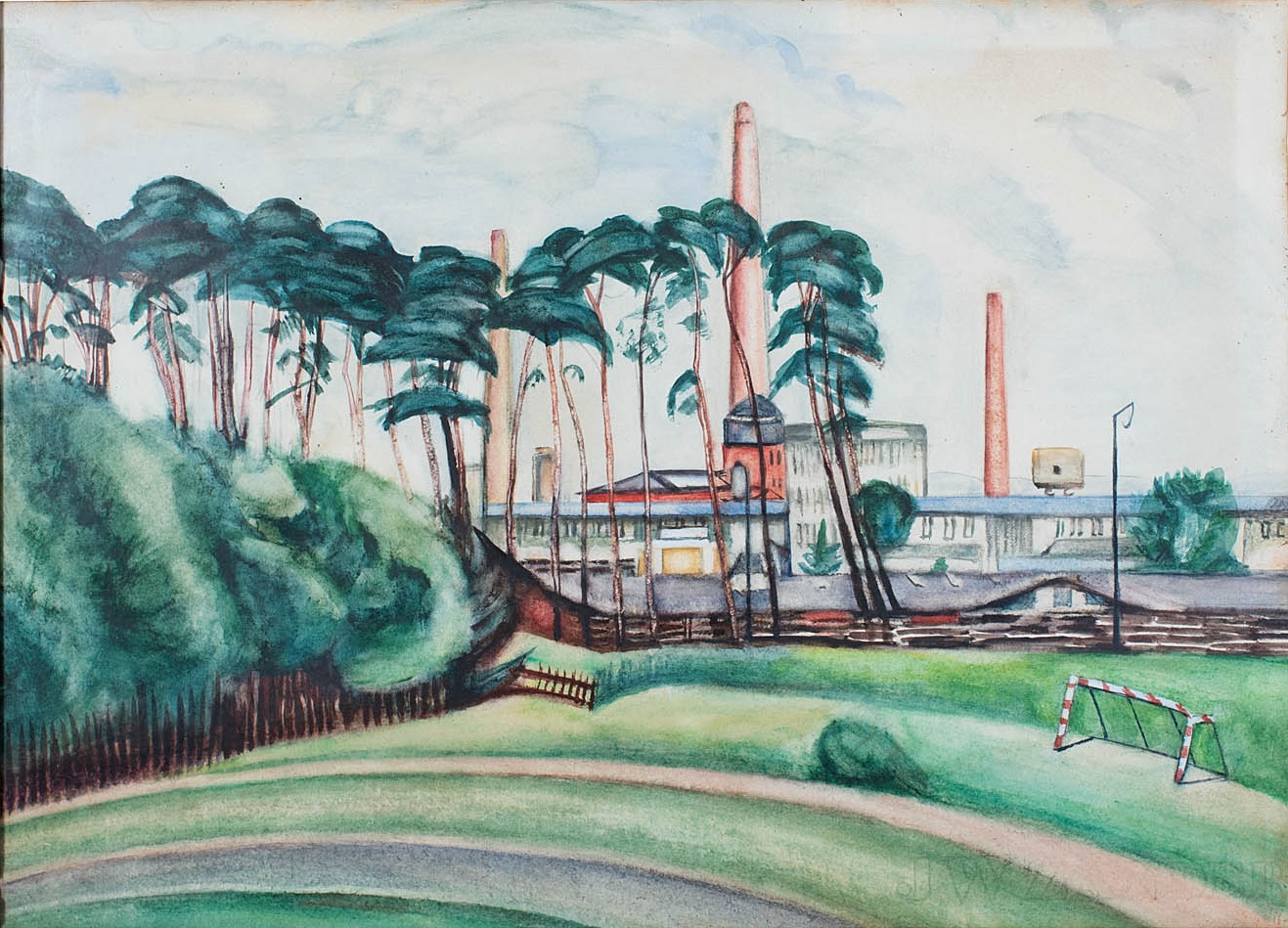
Ruth Cahn (1875–1966), Terrain de sport Riederwald à Francfort-sur-le-Main, années 1920, collection privée
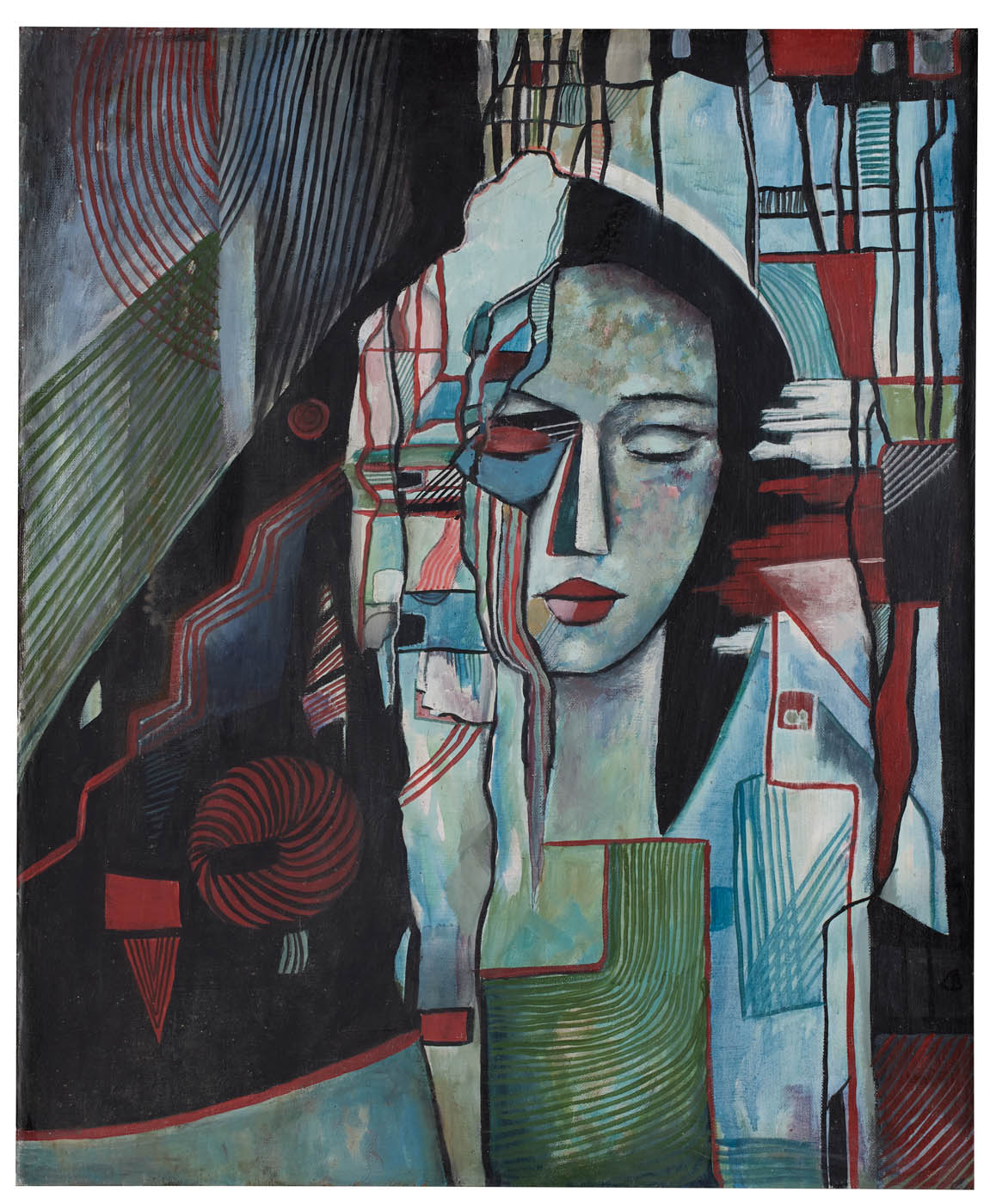
Ruth Cahn (1875–1966), Tête de femme, avant 1935, collection Edition Memoria, Thomas B. Schumann
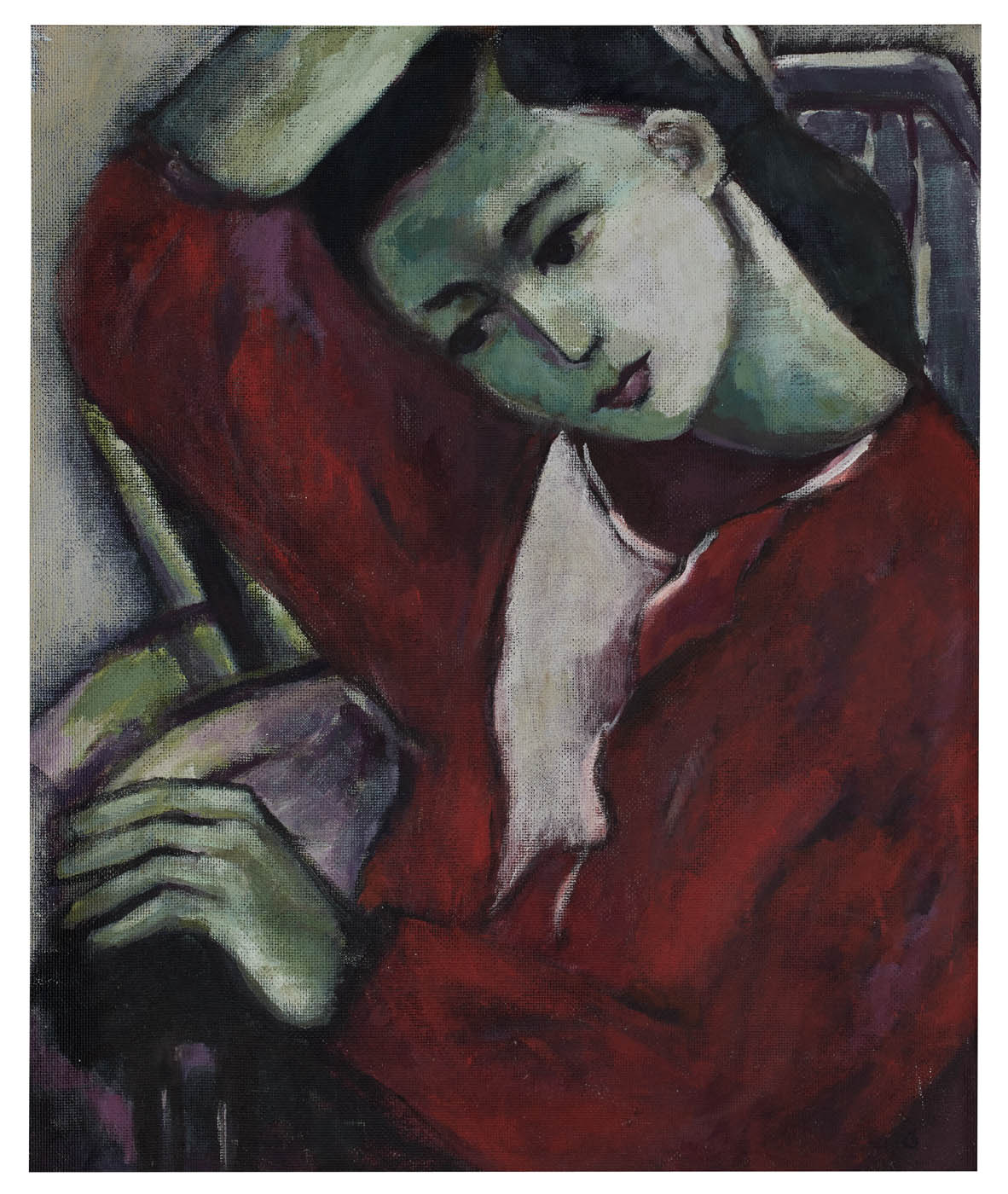
Ruth Cahn, Fillette en veste rouge, avant 1935, collection Edition Memoria, Thomas B. Schumann
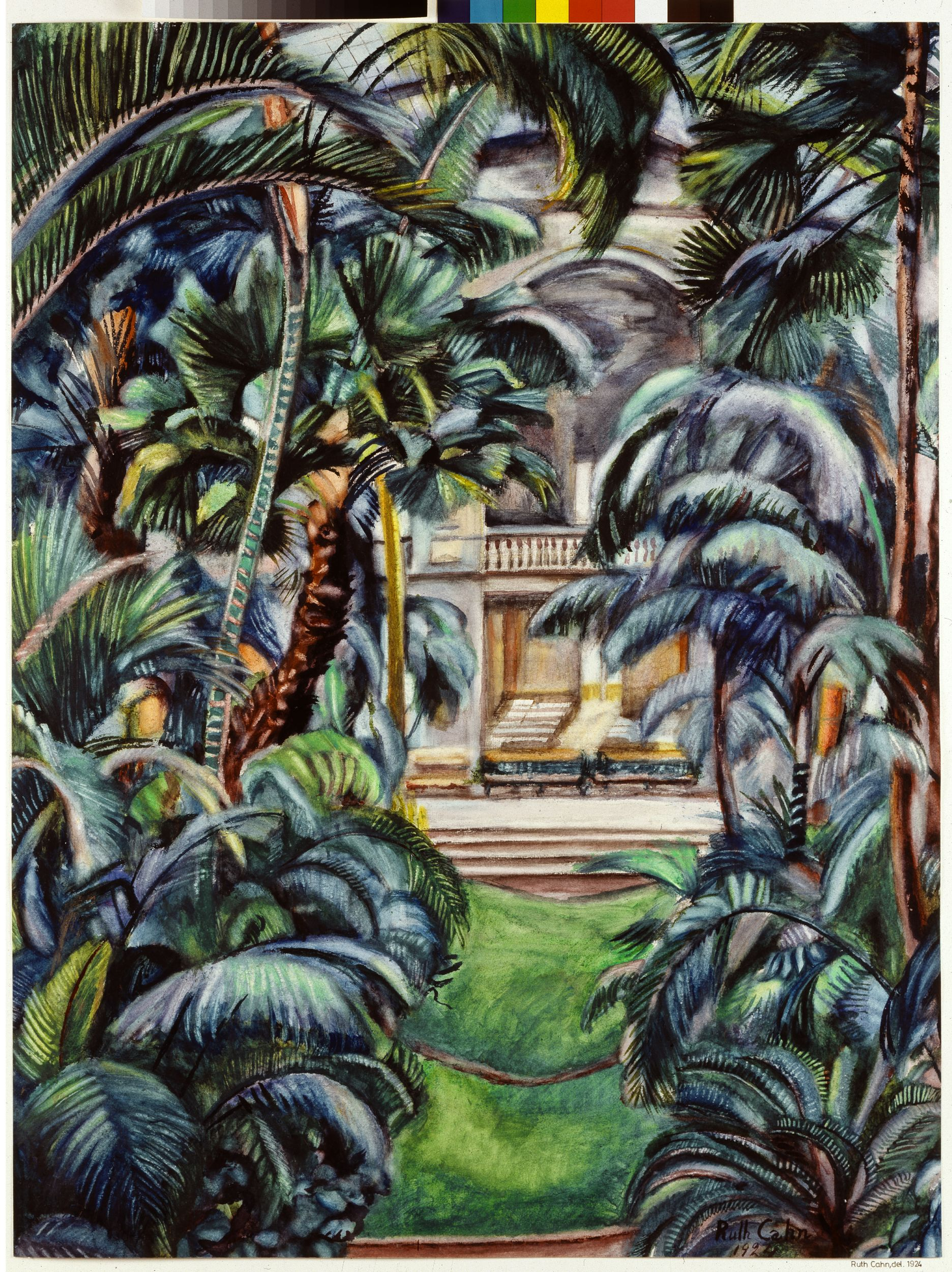
Ruth Cahn, Jardin de palmes, Francfort, 1924, Musée historique, Francfort
Ruth Cahn, autoportrait, avant 1935, Collection privée
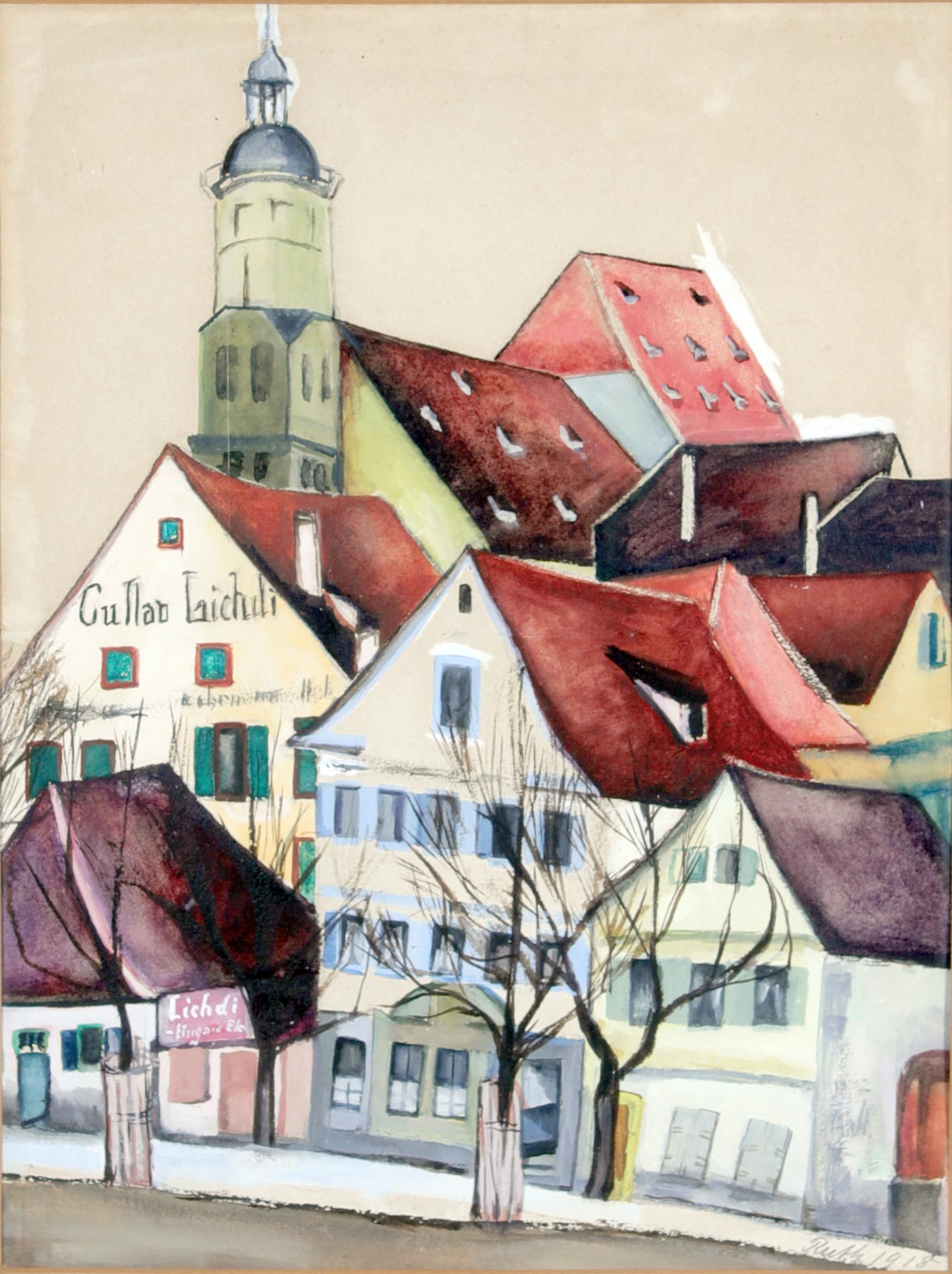
Ruth Cahn, Rue à Francfort, 1918